# Tisbe minor
Tisbe minor är en kräftdjursart som först beskrevs av T. Scott och A. Scott 1896.  Tisbe minor ingår i släktet Tisbe och familjen Tisbidae. Arten är reproducerande i Sverige. Inga underarter finns listade i Catalogue of Life.